# Sadaharu Oh

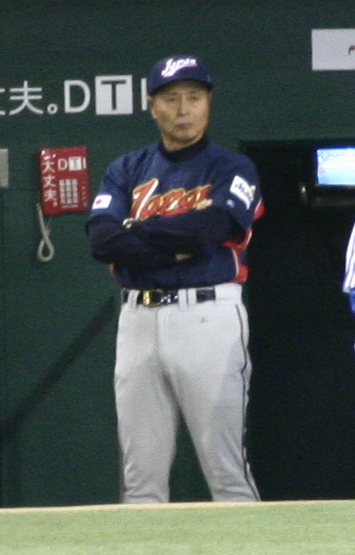
Sadaharu Oh

Sadaharu Oh (chinesisch 王貞治, Pinyin Wáng Zhēnzhì, Hepburn: Ō Sadaharu; * 20. Mai 1940 in Sumida, Tokio) ist ein ehemaliger Spieler und Manager im japanischen Baseball. Zuletzt war er von 1995 bis 2008 Manager der Hawks in der Pacific League.
Berühmt wurde Oh in den 1960er und 1970er Jahren als Spieler der Yomiuri Giants. Aus dieser Zeit resultiert sein immer noch gültiger Profi-Weltrekord von 868 Homeruns. Als Manager des japanischen Nationalteams gewann er 2006 den ersten World Baseball Classic.

## Leben
Oh ist der Sohn einer japanischen Mutter und eines Vaters aus Zhejiang, Republik China (heute: Volksrepublik China). Er besitzt wie seine drei Töchter die Staatsangehörigkeit der Republik China, hat aber durch seine japanische Mutter Aufenthaltsrecht in Japan. Nach damaligem Staatsangehörigkeitsrecht konnte die japanische Staatsangehörigkeit nur über einen japanischen Vater erworben werden.

### Spielerkarriere

#### Oberschul-Baseball
Während seiner Oberschulzeit spielte Oh mehrfach als Pitcher der Waseda-Handelsoberschule (早稲田実業高等部, Waseda Jitsugyō Kōtō-bu) im Kōshien-Turnier, wobei er jedoch einige schwere Niederlagen erlitt. Beim Frühjahrs-Kōshien 1957 war er schließlich der beste Pitcher seines Teams. Kurz vor dem Turnier zog er sich zwei schwere Blasen an der Wurfhand zu, die nur durch eine Erholungspause hätten heilen können. Oh wollte jedoch sein Team nicht im Stich lassen und verschwieg seine Verletzung seinen Teamkameraden mit Ausnahme des Catchers. Im ersten Spiel pitchte er seine Mannschaft mit einem Complete Game zum Sieg, was er am nächsten Tag wiederholte. Die Verletzung war sehr schmerzvoll und hatte sich inzwischen entzündet, Oh hielt sie aber weiter geheim. Um die Meisterschaft zu gewinnen, musste er weitere zwei Spiele an aufeinanderfolgenden Tagen pitchen. Nach einem weiteren Sieg durch ein Complete Game erhielt Oh überraschend einen Besuch seines Vaters, der das Spiel im 350 km entfernten Tokio im Fernsehen gesehen und die Verletzung bemerkt hatte. Der Vater behandelte seinen Sohn mit chinesischer Kräutermedizin, und Oh pitchte die vierte vollständige Partie in vier Tagen. Das Ergebnis war ein knapper Sieg mit einem Run und der Gewinn der Meisterschaft, die Oh zum ersten Mal landesweit bekannt machte.
Oh ist bis heute der einzige Pitcher, der in einem Kōshien-Turnier einen No-Hitter über mehr als neun Innings gepitcht hat.

#### Profi-Baseball
1959 unterzeichnete Oh seinen ersten Profivertrag über 15 Millionen Yen bei den Yomiuri Giants. Da er als Pitcher nicht auf Profiniveau mithalten konnte, wechselte er bald auf die Position des First Baseman. Zusammen mit seinem Coach Hiroshi Arakawa arbeitete er an seinen Qualitäten als Hitter und entwickelte den charakteristischen „Flamingo“-Beinschlag.
Nachdem er im ersten Jahr 94 Spiele bestritten hatte, gehörte Oh von 1960 bis zu seinem Karriereende 1980 zur Stammbesetzung der Giants mit mindestens 120 Spielen pro Saison. Oh und sein Teamkollege Shigeo Nagashima, in der Regel als „ON-Kanone“ (ON砲, -hō) an Position drei und vier des Lineup der Giants, gehörten zu den dominierenden Hittern der Liga: Oh erzielte fünfzehnmal die meisten Homeruns, war fünfmal der Batter mit dem höchsten Durchschnitt und errang 1973 und 1974 die Triple Crown. Am 31. August 1977 stellte er mit seinem 755. Homerun den alten Weltrekord von Hank Aaron ein, obwohl im japanischen Profibaseball rund 30 Spiele pro Saison weniger als in der Major League absolviert werden und das japanische Spiel im Allgemeinen weniger von Power Hitting (Homeruns und Extra Base Hits) abhängt als in Amerika.
Oh schlug seinen letzten, 868. Homerun am 12. Oktober 1980.
1994 wurde Oh in die japanische Baseball Hall of Fame aufgenommen.

### Managerkarriere
Nach dem Ende seiner Spielerkarriere wurde Oh 1981 zunächst Assistenzmanager der Yomiuri Giants. 1984 wurde er dann Nachfolger von Fujita Motoshi als Manager. Bei den Giants blieb er bis 1988, gemessen an den Ansprüchen der Giants aber mit mäßigem Erfolg: Lediglich 1987 konnte er mit seinem Team den Ligatitel gewinnen, verlor aber anschließend die Nihon Series gegen die Seibu Lions. Ohs Nachfolger wurde sein ehemaliger Teamkollege Shigeo Nagashima.
1995 übernahm Oh als Manager die Fukuoka Daiei Hawks in der Pacific League. Nach drei durchwachsenen Jahren schaffte er es, die Hawks von 1998 bis 2007 immer unter die besten drei und damit in die Playoffs (seit 2006: Climax Series) zu bringen. 1999 und 2003 konnte er jeweils die Meisterschaft in der Nihon Series gewinnen. 2000 spielte seine Mannschaft die Serie gegen die Giants, die immer noch von Nagashima gemanagt wurden; das Aufeinandertreffen der beiden wurde von den Medien als „ON-Manager-Showdown“ (ON監督対決, ON-Kantoku-Taiketsu) stilisiert. Die Giants mit Hideki Matsui gewannen 4:2 Spiele.
Im September 2008 kündigte Oh an, nach der Saison seine Karriere als Vereinstrainer beenden zu wollen. Eine zukünftige Rolle im Profibaseball schloss er aber nicht aus.

#### Japanischer Nationaltrainer
2006 wurde mit dem World Baseball Classic (nach mehreren gescheiterten Anläufen) erstmals eine Weltmeisterschaft des Baseball geschaffen, an der die Nationalmannschaften mit ihren besten Spielern antreten. Oh wurde als Manager des japanischen Teams ausgewählt; mit den Pitchern Daisuke Matsuzaka (3-0 Record, 1.38 ERA) und Kōji Uehara (2-0, 1,59) und vor allem dem besten Batting Average des Turniers (0,311) gewann Japan den Titel. In einem Wortspiel mit seinem Namen (王 bedeutet König) wurde Oh von der Öffentlichkeit als „König der Welt“ (世界の王, Sekai no Ō) gefeiert, nachdem er als Spieler bereits als Homerun-König bezeichnet worden war.
2016 wurde ein Asteroid nach ihm benannt: (61189) Ohsadaharu.